# Terruqueo
El terruqueo és una pràctica política i social utilitzada majoritàriament per sectors conservadors i de la dreta del Perú, que consisteix a assignar a algun adversari, que té propostes d'esquerra o és dissident de l'establishment, les connotacions de ser afí a comportaments o idees terroristes, o de realitzar apologia del terrorisme o, fins i tot, de ser membre o operar dins o a favor dels grups armats Sendero Luminoso i Moviment Revolucionari Túpac Amaru, a fi de desprestigiar-lo o que el seu discurs es vegi invalidat.
També s'ha definit com una estratègia política que utilitza, per associació, la por al terrorisme per a obtenir rèdit polític i que anul·la qualsevol espai de debat o pluralitat política dins d'un estat democràtic. Així mateix, s'ha definit com una pràctica utilitzada, aplicada també en alguns mitjans de comunicació de Lima, per a criminalitzar la protesta social al país. Diversos especialistes de l'ONU en van condemnar l'ús i van declarar públicament que es tractava d'una tàctica d'intimidació emprada pel govern peruà.

## Origen del terme
L'origen de la paraula ve de terruco, un neologisme que es va començar a utilitzar en la dècada del 1980 per membres de les forces policials i forces armades que combatien a Partit Comunista del Perú - Sendero Luminoso i el Moviment Revolucionari Túpac Amaru (MRTA), ambdues organitzacions armades d'extrema esquerra, durant el conflicte armat intern (1980-2002). Possiblement el sufix -uco (derivat del quítxua -uqu) va ser afegit per un procés de quitxualització de la paraula terrorista. Semànticament, al Perú s'associen per sinonímia, de forma despectiva, els termes terruco i izquierdista.

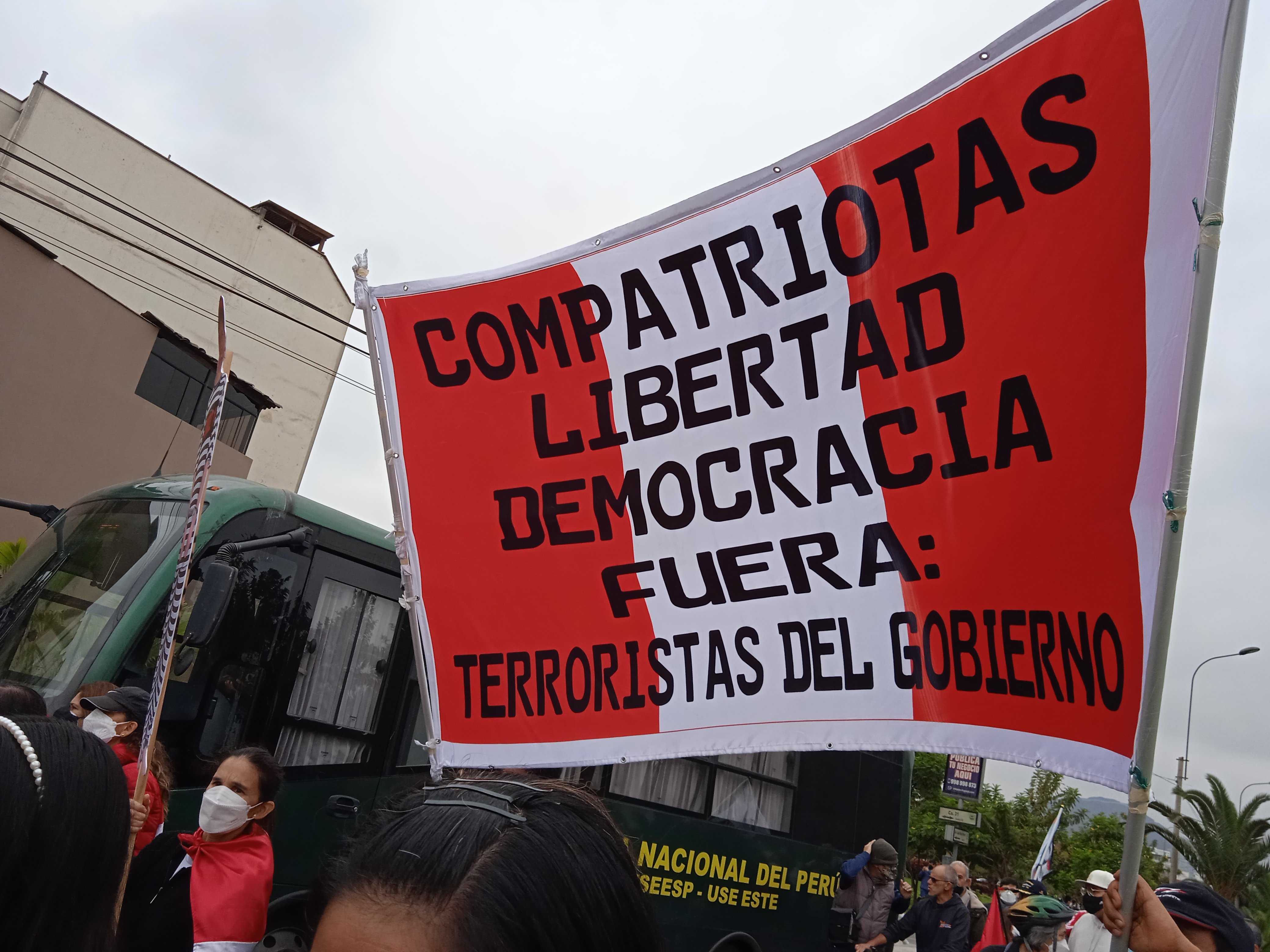
Cartell de protesta contra el govern de Pedro Castillo el 28 de juliol del 2022, al qual grups conservadors l'acusaven d'albergar terroristes.

El terme terruco s'ha associat de forma generalitzada i racista a la població andina, particularment als nascuts al departament d'Ayacucho, regió on Sendero Luminoso va iniciar la seva insurgència contra l'Estat peruà. Durant el govern d'Alberto Fujimori, es va ordenar la detenció de 5.000 persones que, sense justificació, van ser assenyalades com a presumptes «terroristes». Familiars de 200 persones que van ser empresonades arbitràriament van realitzar manifestacions amb el suport de la Coordinadora Nacional de Drets Humans.
Entre els grups que han patit el terruqueo hi ha alguns estudiants d'universitats públiques peruanes, particularment l'alumnat de la Universitat Nacional d'Educació Enrique Guzmán, de la Universitat Nacional Mayor de San Marcos i de la Universitat Nacional de San Cristóbal de Huamanga (lloc on es va originar Sendero Luminoso). Aquesta pràctica també ha estat utilitzada contra els participants de les lluites socials de comunitats camperoles en defensa del medi ambient i en diferents vagues.
Durant el segon govern d'Alan García, la poeta Melissa Patiño va ser detinguda a Tumbes després d'assistir a una reunió de la Coordinadora Continental Bolivariana. La reunió es va desenvolupar de manera pública amb cobertura dels mitjans de comunicació. La policia va al·legar que Patiño era «integrant de l'MRTA». Tanmateix, al llarg del procés judicial no es van poder presentar proves que sustentessin les acusacions de terrorisme formulades. Tres mesos després, Patiño va ser alliberada sota fiança, quedant subjecta a una multa i a la prohibició d'abandonar el país.